# Phillips megye (Colorado)
Phillips megye az Amerikai Egyesült Államokban, azon belül Colorado államban található. Megyeszékhelye Holyoke, mely egyben a legnagyobb városa is. Lakosainak száma 4530 fő (2020. április 1.). Phillips megye Sedgwick, Yuma, Logan, Perkins és Chase megyékkel határos.

## Népesség
A megye népességének változása:
| Lakosok száma | 4459 | 4368 | 4374 | 4356 | 4349 | 4530 |
|               | 2010 | 2011 | 2012 | 2013 | 2015 | 2020 |